# Sagiolechia
Sagiolechia es un género de hongos en la familia Sagiolechiaceae.